# Sandra Serra
Sandra Serra (Luanda, 1968) é uma ilustradora portuguesa, dedicada à literatura infantojuvenil.

## Biografia
Natural de Luanda, Sandra Serra viveu dos 7 aos 18 anos de idade em São Paulo (Brasil). 
Concluiu o Curso de Design Gráfico, na escola Ar.Co, em Lisboa, iniciando o seu percurso profissional na área da publicidade e design gráfico.
Desde 2004, dedica-se exclusivamente à ilustração, colaborando com várias editoras, agências e autores, dedicados à literatura infanto-juvenil. 
A maioria do seu trabalho está editado e publicado em Portugal, mas também em outros países como França, Espanha, Itália, Turquia, Angola, Moçambique, Brasil e EUA.
Paralelamente, obras por si ilustradas constam habitualmente no Plano Nacional de Leitura (lista de obras referenciadas periodicamente pelo Governo Português).
Ilustrou diversos manuais escolares com especial relevância para O Mundo da Carochinha (Gailivro)

## Obras
Ilustrou os livros: 
- Gui e a Batalha Contra os Plásticos - Rita Vilela (2019 - BRANDKEY)
- João Rezingão - Ana Paula Medeiros Leite (2019 - Letras Lavadas - Editora & Livraria)
- O Flamingo está triste - Ana Oom (2019 - Zero a Oito)
- O Flamingo não quer ser cor-de-rosa - Ana Oom (2019 - Zero a Oito)
- Os Direitos Vão à Escola - Celeste de Almeida Gonçalves (2019 - Publicações Dom Quixote)
- Meu Querido Livrinho - Maria Almira Soares (2019 - Publicações Dom Quixote)
- Ciclo do Papel - Cristina Quental e Ana M. Magalhães (2019 - Gailivro)[14]
- As Vozes dos Animais - Luísa Ducla Soares (2019 - Texto Editora)[15]
- O Gui Vai Acampar - Rita Vilela (2018 - BRANDKEY)
- Mãe, querida mãe! - Luísa Ducla Soares (2018 - Texto Editora)
- Pai, querido pai! - Luísa Ducla Soares (2018 - Texto Editora)
- A Morceguita destrambelhada - Isabel Ricardo (2018 - Porto Editora)
- Violeta e Índigo descobrem Monet - Isabel Zambujal (2018 - Levoir/ Silva!designers)
- Gui ganha um amigo para a vida - Rita Vilela (2017 - BRANDKEY)
- As flores também falam - Celeste de Almeida Gonçalves (2017 - Mar da palavra)
- Antes, agora e depois/Vamos passear - Luísa Ducla Soares (2017 - Texto Editora)
- Onde está?/Os contrários - Luísa Ducla Soares (2017 - Texto Editora)
- Gui e o Natal nos quatro cantos do mundo - Ana Oom (2016 - Zero a Oito)
- As formas/ As cores - Luísa Ducla Soares (2016 - Texto Editora)
- ABC/123 - Luísa Ducla Soares (2016 - Texto Editora)
- Gui e a árvore dos sorrisos - Ana Oom (2015 - Zero a Oito)
- Curso de como gerir o meu dinheiro - Rita Vilela (2015 - Editora Booksmile)
- Curso de defesa contra bactérias más - Rita Vilela (2015 - Editora Booksmile)
- A formiga e a neve (Histórias de encantar) (2015 - Zero a Oito)
- Ciclo da lã - Cristina Quental e Mariana Magalhães (2015 - Gailivro)
- Gastão, o melhor do mundo - Paulo Sousa Costa - (2015 - Editora Matéria Prima)
- Lee, já chega de birras! - Paulo Sousa Costa - (2015 - Editora Matéria Prima)
- Compra, comprar, comprar! - Luísa Ducla Soares (2015 - Porto Editora)
- Gui, um campeão apaixonado - Sandra Serra - (2014 - Espiral Inversa)
- Violeta e Índigo visitam Renoir (Colecção Grandes Pintores) (2014 - Isabel Zambujal - Levoir/ Silva!designers)
- Good brother, bad brother - Chagdud Tulku Rinpoche, adaptação de David Everest (2014 - Padma Publishing - USA )
- Senhor Vicente por favor não invente - Rosário Alçada Araújo (2014 - Gailivro) [16]
- Ciclo da cortiça - Cristina Quental e Mariana Magalhães (2014 - Gailivro) [17]
- Gui e os amigos Dó, Ré, Mi, Fá, Sol, Lá, Si Sandra Serra (2013 - Espiral Inversa)
- Ciclo do chocolate - Cristina Quental e Mariana Magalhães (2013 - Gailivro) [5]
- Colecção “A aventura dos descobrimentos”[18] - Ana Oom - Zero a Oito - 2013
- A lenda da Ilha dos Golfinhos - Rita Moniz (2013 - Nova Gráfica)
- O Natal está em apuros - Rita Moniz (2013 - Nova Gráfica)
- O Menino sorrisinho de leite - Cidália Fernandes - Livro Directo - 2013
- Gui, a brincar a brincar a sua profissão vai encontrar - Sandra Serra - Espiral Inversa - 2012
- Ciclo da água - Cristina Quental e Mariana Magalhães – Gailivro - 2012 [19]
- Robin dos Bosques - Howard Pyle (adap. Ana Oom) - Zero a Oito - 2012
- As Viagens de Gulliver - Jonathan Swift (adap. Ana Oom) - Zero a Oito - 2012
- O Feiticeiro de Oz - Frank Baum (adap. Ana Oom) - Zero a Oito - 2012
- A Lua Conta-me Histórias - Bernardino Pacheco - Quidnovi - 2012
- Jacinta e o Apóstolo - Uma História Verdadeira - Maria Teresa Maia Gonzalez - Edições Paulinas - 2012
- O Menina que não gostava de fruta - Cidália Fernandes - Livro Directo - 2012
- Assim que a Banda Toca - Luís Pimentel - Editora Roda&Cia (Brasil) - 2012
- Gui e o Estendal Mágico - Sandra Serra - Espiral Inversa - 2011
- Um Cavalo no Hipermercado - António Mota – Gailivro - 2011 [20]
- A Namorada Japonesa do Meu Avô - José Fanha – Gailivro - 2011
- Uma Questão de Azul Escuro - Margarida Fonseca Santos – Gailivro - 2011
- Ciclo do Livro - Cristina Quental e Mariana Magalhães – Gailivro - 2011 [21]
- Ciclo do Arroz - Cristina Quental e Mariana Magalhães – Gailivro - 2011 [22]
- Ciclo do Ovo - Cristina Quental e Mariana Magalhães – Gailivro - 2011 [7]
- Os Cavaleiros da Montanha - Maria Teresa Maia Gonzalez - Editorial Presença - 2011
- Um Conto de Natal - Fernando Nobre - Oficina do Livro - 2011
- O Menino que Não Gostava de Sopa - Cidália Fernandes - Livro Directo - 2011
- Do y Mi descubren Instrumentos I (Colecção Grandes Compositores II) - Isabel Zambujal e Maria Pedro - Levoir/ Silva!designers - 2011
- Do y Mi descubren Falla Y Granados (Colecção Grandes Compositores II) - Isabel Zambujal e Maria Pedro - Levoir/ Silva!designers - 2011
- Do y Mi descubren Haydn (Colecção Grandes Compositores II) - Isabel Zambujal e Maria Pedro - Levoir/ Silva!designers - 2011
- Dó e Mi descobrem Vivaldi (Colecção Grandes Compositores) - Isabel Zambujal e Maria Pedro - Levoir/ Silva!designers - 2010
- Dó e Mi descobrem Beethoven (Colecção Grandes Compositores) - Isabel Zambujal e Maria Pedro - Levoir/ Silva!designers - 2010 [23]
- Gui e a aventura na Quinta das Macieiras - Sandra Serra - Espiral Inversa - 2010
- O Bicho-de-sete-cabeças - Carmen Zita Ferreira - Trinta por uma Linha - 2010
- O meu Amigo Zeca Tum-Tum e os Outros - José Fanha – Gailivro - 2010
- A Melhor Condutora do Mundo - António Mota – Gailivro - 2010
- Querer, ser, ter, poder, dever: o que fazer? - Ana Nobre de Gusmão – Gailivro - 2010 [24]
- A árvore dos rebuçados - Rosário Alçada Araújo – Gailivro - 2010
- A Pior Amiga - Fernando Carvalho – Gailivro - 2010
- A Oficina do Pai Natal - Cristina Quental e Mariana Magalhães – Gailivro - 2010
- Colecção “10 Séculos, 10 Histórias” - Ana Oom - Zero a Oito - 2010
- Alana e a Festa da Cor - Alice Cardoso – Nova Gaia - 2010 [8]
- Gui, uma Grande Lição Pelo Sorriso do PlanetaTerra - Sandra Serra - Espiral Inversa - 2009
- Um Natal encantado - Susana Teles Margarido - Livro Directo - 2009
- Mais histórias que contei aos meus filhos - Fernando Nobre - Oficina do Livro - 2009
- Ciclo do Azeite - Cristina Quental e Mariana Magalhães – Gailivro - 2009
- Ciclo do Pão - Cristina Quental e Mariana Magalhães – Gailivro - 2009
- Ciclo do Mel - Cristina Quental e Mariana Magalhães – Gailivro - 2009
- Ciclo do Leite - Cristina Quental e Mariana Magalhães – Gailivro - 2009
- Alana e o casal Patolas - Alice Cardoso – Nova Gaia - 2009
- O Natal de Alana - Alice Cardoso – Nova Gaia - 2009
- Minha querida avó - Susana Teles Margarido - Livro Directo - 2009
- A revolta das frases - Maria Almira Soares - Dom Quixote - 2009
- Gosto de ti - Fernanda Serrano - Zero a Oito - 2009
- Vamos a votos - José Jorge Letria - Texto Editores - 2009
- Gui e a Descoberta da Magia do Faz-de-conta - Sandra Serra - Espiral Inversa - 2008
- Alana e Lontra Lutra - Alice Cardoso – Nova Gaia - 2008
- Alana e as Algas Misteriosas - Alice Cardoso – Nova Gaia - 2008
- Histórias que contei aos meus filhos - Fernando Nobre - Oficina do Livro - 2008
- Os Sapatos do Pai Natal - José Fanha - Gailivro - 2008
- A Brasileira de Prazins - Camilo Castelo Branco (adap. Francisco José Viegas) - Quasi - 2008
- Afonso Henriques (Colecção Nomes com História) - Ana Oom -Zero a Oito - 2008
- A Mensagem - Fernando Pessoa (adapt. Mafalda Ivo Cruz) - Quasi - 2008
- Livro com cheiro a caramelo - Alice Vieira - Texto Editores - 2008
- Uma Família Inglesa - Júlio Dinis (adapt. Manuel Jorge Marmelo) - Quasi - 2008
- Gui e o Natal Verde no Planeta Azul - Sandra Serra - Espiral Inversa - 2007
- Alana a bailarina das águas - Alice Cardoso – Nova Gaia - 2007 [25]
- Rapunzel - Ana Oom (adaptação) - Zero a Oito - 2007
- Natal nas Asas do Arco-Íris - Alice Cardoso - Nova Gaia - 2007
- Inês de Castro (Colecção Nomes com História) - Ana Oom - Zero a Oito - 2007
- A Ratinha que chorava por tudo e por nada - Marco Azenha- Edições Paulinas - 2007
- A Carochinha e o João Ratão - Luísa Ducla Soares - Civilização - 2005